# Absorção (farmacologia)
A absorção é a passagem de substâncias do local de contato, que pode ser um órgão, a pele, os endotélios, para o sangue. Esta passagem é efetuada através de membranas celulares, que atuam como barreiras. Portanto, a absorção só é possível para fármacos aplicados por via enteral e tópica. Não existe absorção para fármacos que são injetados diretamente na corrente sanguínea.
As membranas celulares possuem espessura de 7 a 9 nm e são formadas por uma bi-camada de fosfolipídeos.